# Aneta Hladíková
Aneta Hladíková (Městec Králové, 30 de agosto de 1984) es una deportista checa que compite en ciclismo en la modalidad de BMX.
Ganó una medalla de plata en el Campeonato Mundial de Ciclismo BMX de 2007 y cuatro medallas en el Campeonato Europeo de Ciclismo BMX entre los años 2005 y 2012.

## Palmarés internacional
| Campeonato Mundial | Campeonato Mundial | Campeonato Mundial | Campeonato Mundial |
| Año                | Lugar              | Medalla            | Competición        |
| ------------------ | ------------------ | ------------------ | ------------------ |
| 2007               | Victoria (Canadá)  | Medalla de plata   | Cruiser            |
| Juegos Europeos    |                    |                    |                    |
| Año                | Lugar              | Medalla            | Competición        |
| 2015               | Bakú (Azerbaiyán)  | Medalla de bronce  | Carrera            |
| Campeonato Europeo |                    |                    |                    |
| Año                | Lugar              | Medalla            | Competición        |
| 2005               | Echichens (Suiza)  | Medalla de plata   | Carrera            |
| 2007               | Romans (Francia)   | Medalla de plata   | Carrera            |
| 2010               | Sandnes (Noruega)  | Medalla de plata   | Carrera            |
| 2012               | Orleans (Francia)  | Medalla de bronce  | Carrera            |